# با من برقص (فیلم ۲۰۱۹)
 با من برقص (ダンスウィズミー Dansu Wizu Mī) فیلمی ژاپنی در سبک موزیکال با بازی آیاکا میوشی است. این فیلم در ۱۶ اوت ۲۰۱۹ منتشر شد.

## داستان
پس از هیپنوتیزم شدن، شیزوکا سوزوکی هر بار که موسیقی می‌شنود آواز می‌خواند و می‌رقصد. او سعی می‌کند هیپنوتیزم کننده خود را پیدا کند تا این نفرین را بشکند.

## بازیگران
- آیاکا میوشی در نقش شیزوکا سوزوکی
- یو یاشیرو در نقش چی سایتو
- چای در نقش یوکو یاماموتو
- تاکاهیرو میورا در نقش ریوسکه موراکامی
- تسویوشی مورو در نقش یوشیو واتانابه
- آکیرا تاکارادا در نقش ماچین اوئدا

## تولید
فیلم‌برداری فیلم در ژوئیه ۲۰۱۸ آغاز شد و در سپتامبر ۲۰۱۸ به پایان رسید.